# دريقة صفراء الأزهار
دريقة صفراء الأزهار (الاسم العلمي:Aspidistra flaviflora) هي نوع من النباتات تتبع جنس الدريقة من الفصيلة الهليونية. تم وصف هذا النوع من النبات علمياً لأول مرة من قبل كاي يونغ لانغ وجينغ ين جو سنة 1982.